# المستشفى الإيطالي
المستشفى الإيطالي ويسمى كذلك المستشفى الطلياني مستشفى تابع للقطاع الخاص، يعتبر واحد من أقدم مستشفيات الأردن فقد تأسس سنة 1926، يوجد فرعين للمستشفى، الأول في حي المهاجرين في منطقة وسط البلد في مدينة عمان عاصمة الأردن، والفرع الثاني يقع في مدينة الكرك جنوب الأردن وتأسس ذلك الفرع سنة 1935م.

## تاريخ
قبل عام 1926 كانت الخدمات الطبية في عمّان شبه معدومة، وجاءت الجمعية الوطنية الايطالية الخيرية وتسمى رهبنة الكمبيونيات واشترت من الحكومة الأردنية أرض المستشفى (11) دونما، و اختير المكان كونه قريبا من نبع ماء بجانب السيل (سقف السيل حالياً) كان مصدر تزويد المستشفى بالماء. بكادر ضم الدكتور (فاوستو تيزيو 1898- 1973) الذي كان قد حضر من تورينو للعمل كطبيب متطوع في المستشفى الإنجليزي في السلط ( من 1923- 1926 ) والدكتور جيفارلو، واصل المستشفى التوسع بدعم الجمعية ومركزها روما، بالإضافة للتبرعات، بدأ بـ (26) سريراً و (40) من كوادر تمريض وراهبات، وفي سنة 1935 تأسس الفرع الثاني للمستشفى في مدينة الكرك من قبل جميعة رهبنة الكمبيونيات أيضاً.

## الخدمات الطبية المقدمة
يبلغ عدد أسرّة المستشفى 80 سريراً في فرع عمان، و 38 سريراً في فرع الكرك ويقدم المستشفى خدمات صحية وجراحية مختلفة ويضم عدد من الأقسام من بينها، النسائية والتوليد، قسم المعالجة الحثيثة، والتصوير الطبقى، ووحدة للتنظير.

## وصلات خارجية
- الموقع الرسمي لوزارة الصحة في الأردن